# Redlands (Califórnia)
Redlands é uma cidade localizada no estado americano da Califórnia, no condado de San Bernardino. Foi incorporada em 3 de dezembro de 1888.

## Geografia
De acordo com o United States Census Bureau, a cidade tem uma área de 94,3 km², onde 93,6 km² estão cobertos por terra e 0,8 km² por água.

### Localidades na vizinhança
O diagrama seguinte representa as localidades num raio de 16 km ao redor de Redlands.

## Demografia
Segundo o censo nacional de 2010, a sua população é de 68 747 habitantes e sua densidade populacional é de 734,66 hab/km². Possui 26 634 residências, que resulta em uma densidade de 284,62 residências/km².